# أملج باراغواني
أملج باراغواني (الاسم العلمي:Phyllanthus paraguayensis) هو نوع من النباتات يتبع جنس الأملج من الفصيلة الأملجية.